# コスタリカの石球

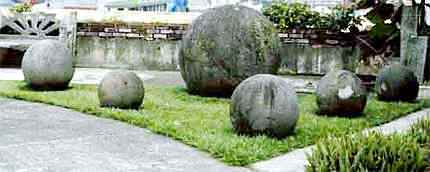
コスタリカの石球 コスタリカ国立博物館（サンホセ）における展示

コスタリカの石球（コスタリカのせっきゅう、Stone spheres of Costa Rica）とは、1930年代の初め、コスタリカの密林で発見された石の球体である。現在までに200個以上が発見されている。石球を含む考古遺跡4箇所は「ディキスの石球のある先コロンブス期首長制集落群」の名で世界遺産リストに登録されている。

## 概要
スペイン語でラス・ボラス・グランデス（大きな玉）。石球のほとんどはタラマンカ山地の麓に産する花崗閃緑岩が原料であるが、貝殻石灰岩製のものも少数存在する。大きさは直径2センチメートルの小さなものから、直径2メートルを超える大きなものまでと様々である。最大級の石球は重量にして約25トンである。現在、石球の持ち出しや売買は現地の法律で禁じられている。
世界七不思議の一つとされておりオーパーツと言われることもある。

## 製作年代について
石球の正確な製作年代やその目的は不明である。発見時に周囲に存在していた遺構の年代より推定して、西暦300～800年にこの地で栄えたディキス石器文化が有力視されている。

## 円の精度

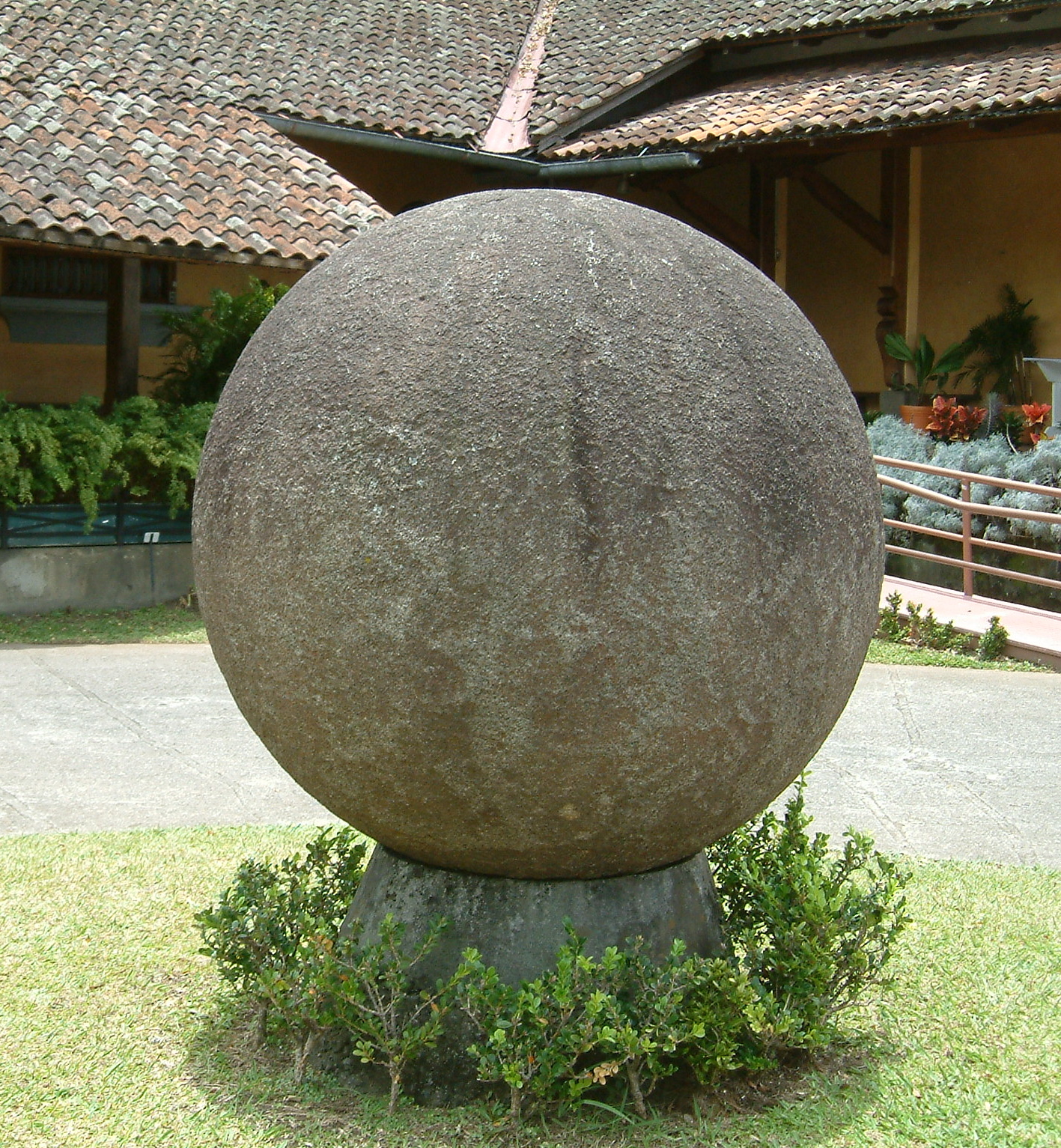
コスタリカの石球

誤差数ミリメートルのほぼ真球であるとする主張もあるが、単なる創作であるとする説もある。直径が箇所によっては約5センチメートル以上異なる球体もあり、また最大級の球体に関しても、のちの焼畑の際の過熱によって、熱せられた表面がかなり崩れているので、本来の形状がどれほど真球に近かったかは既に計測不能である。
一方で表面の状態が良好なものも多く発見されており、南山宏や羽仁礼らが著した書籍において「米ハーバード大学研究員のサミュエル・ロスラップ博士によって、様々な角度から円周や直径を測っても最大誤差が0.2パーセントのものや、直径が2.0066メートルとミリ以下の単位まで全く同じ大きさの2個の石球も見つかっているという研究報告がある」と紹介されている。

## 石球の配置
石球の配置には規則性があり、星座など天体を模しているという説もあったが、石球が持ち出されたり、黄金が詰まっているという噂が流れて石球が破壊されたりしたため、今では正確な配置は分からなくなってしまった。
ただ、近年の調査で球体の表面に彫刻が残っているものもあり（Carved Sphere と呼ばれている）、彫られた線が星座の図形を現しているという説が提唱されている。

## 作成方法
球体への加工は、石斧や石像を製作した場合と同様に、まず加熱と冷却を交互に繰り返して徐々に表面を崩していき、球体に近づいたところで同種の固い石で表面を何度も叩いて整形し、最後に磨き上げたものと考えられている。
日本テレビの『特命リサーチ200X-II』2003年3月9日放送番組での検証で、日本の石材加工業者に依頼して、当時使われたと思われる方法を用いたところ、時間さえ掛ければ真球に限りなく近い石球を手作業で製作できることが実証された。よって「現代でも石を真球体に加工するのは不可能」や、「困難である」とする書籍等の記述は誤りである。